# Wormaldia uonumana
Wormaldia uonumana là một loài Trichoptera trong họ Philopotamidae. Chúng phân bố ở miền Cổ bắc.